# Robert Mueller
Pour les articles homonymes, voir Mueller et Robert Mueller (homonymie).
Robert Swan Mueller III, né le 7 août 1944 à New York, est un avocat américain, directeur du Federal Bureau of Investigation (FBI) du 4 septembre 2001 au 4 septembre 2013. En tant que procureur spécial, il conduit de 2017 à 2019 l'enquête sur l'affaire du Russiagate.

## Biographie

### Premières années
Né d'un père travaillant pour le géant de l'industrie chimique DuPont, Robert Mueller grandit à Princeton, puis dans une banlieue de Philadelphie. Il est ensuite envoyé au prestigieux internat St Paul dans le New Hampshire. Mueller y est capitaine des équipes de football, de hockey et de crosse.

### Premières études et guerre du Vietnam

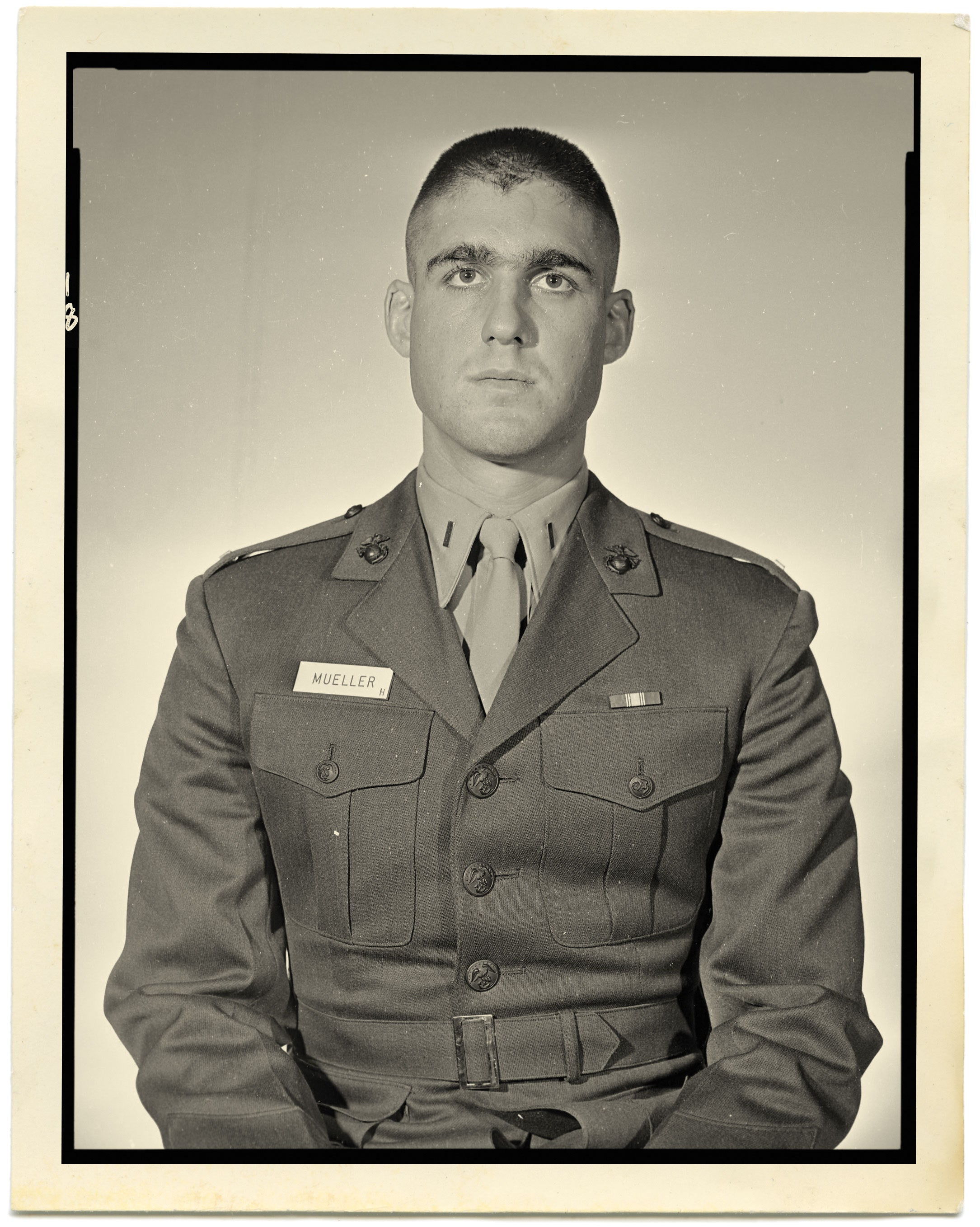
Lieutenant Robert Mueller, fin des années 1960.

Il obtient un baccalauréat universitaire ès lettres en 1966 à l'université de Princeton, une maîtrise universitaire ès lettres en relations internationales à l'université de New York en 1967[réf. nécessaire].
Durant son service militaire de trois ans, il a été officier dans l'USMC dans la 3e division des Marines, un choix plutôt rare pour un diplômé de l'Ivy League à une époque où de nombreux jeunes cherchaient à éviter la conscription. Il a donc combattu durant la guerre du Viêt Nam où, dès novembre 1968, il part commander une section d'infanterie dans la jungle vietnamienne. 
Le 11 décembre 1968, à la suite d'un accrochage violent avec l'armée nord-vietnamienne où sa section accuse de nombreuses pertes, le sous-lieutenant Mueller n'hésite pas à diriger la riposte adéquate de ses hommes tout en les encourageant verbalement et en supervisant l'évacuation des blessés. Ces faits d'armes lui vaudront une Bronze Star Medal pour sa bravoure. Il est ensuite promu lieutenant. 
Quatre mois plus tard, à la suite d'un nouvel accrochage avec l'armée nord-vietnamienne, il est blessé d'une balle reçue dans la cuisse, ce qui ne l'empêche pas de continuer à diriger sa section, et qui lui vaudra de recevoir la Purple Heart. Cependant, de retour au pays, Mueller ne parla jamais des horreurs de la guerre et de ce qu'il a fait là bas. En effet, d'après son ami Thomas B. Wilner « il n'aime pas se mettre en avant ».

### Reprise d'études et pratique du droit
Il effectue ensuite des études dans l'école de droit de l'université de Virginie où il obtient un Juris Doctor en 1973. Ses vingt premières années de carrière de juriste consistent principalement à mettre les accusés de droit commun derrière les barreaux. Il travaille comme avocat à partir de 1976 à San Francisco puis, à partir de 1982, travaille douze ans dans plusieurs bureaux de procureur des États-Unis à Washington, où il se retrouve à la tête de la division criminelle du ministère de la Justice sous la présidence de George H. W. Bush, chargé de dossiers très médiatisés comme le procès du dictateur panaméen Noriega et celui de l'attentat de Lockerbie.
En 1995, il se retrouve dans le luxueux cabinet d'avocats Hale and Dorr à Washington, où il gagne 400 000 dollars par an pour s'occuper de délits financiers.
Il appelle un jour le procureur des États-Unis, Eric Holder, pour lui demander du travail. Il explique à Holder qu'il veut s'occuper des affaires d'homicide à Washington, alors rebaptisé « la capitale du meurtre ». Mueller accepte ainsi une baisse de salaire de plus de 75 %, un bond en arrière au niveau du prestige et un travail très difficile. Washington est alors un véritable cauchemar pour les procureurs locaux. Mueller est alors nommé à la tête de la section homicide, ce qui ne l'a pas empêché de se rendre dans les quartiers de Washington les plus violents et de travailler avec les policiers sur le terrain.

### Années à la direction du FBI
Après avoir été quelque temps procureur fédéral à San Francisco, Mueller est nommé à la tête du FBI par le président républicain George W. Bush.
Il est confirmé à la tête du FBI à l'unanimité par le Sénat des États-Unis. Il prend la direction du Bureau une semaine avant les attentats du 11 septembre 2001 et gère la période difficile qui suit, à la fois sous les administrations républicaines et démocrates. Arrivé à son terme en 2011, son mandat est prolongé de deux ans par le président Barack Obama.
Durant cette période, le FBI ne sera plus essentiellement un service de police fédéral, mais va devenir un véritable service de renseignement mondial, réorienté vers la lutte contre le terrorisme[réf. nécessaire]. Malgré la crainte de nouveaux attentats, Mueller ne permet pas aux agents du FBI d'appliquer des techniques d'interrogatoires qu'il jugeait contraires à la loi comme l'affirme Eric Holder, alors ministre de la Justice d'Obama[réf. nécessaire].
Mueller évite généralement de se mettre en avant. Il frustre les auteurs de ses discours en barrant tous les « je » dans les textes qu'ils lui soumettent. Il ne parle pas en son nom dit-il « mais au nom du FBI ».
Le 21 juin 2013, Barack Obama annonce le remplacement de Robert Mueller par James Comey.

### Après le FBI

#### Enseignement
Lorsqu'il quitte le Bureau, il entre dans un cabinet d'avocat et supervise des affaires sensibles. Il donne aussi des cours à l'université Stanford. 

#### Procureur spécial dans l'affaire du Russiagate
Le 17 mai 2017, il est choisi par le procureur général adjoint des États-Unis, Rod Rosenstein comme procureur spécial (en anglais : special counsel for the United States Department of Justice) chargé de superviser l’enquête sur les possibles liens entre le gouvernement de la Russie et des individus liés à la campagne présidentielle de Donald Trump dans le cadre de l'affaire du Russiagate. Il est assisté de 19 procureurs et 40 agents du FBI.
Après deux ans d'enquête, 2 800 réquisitions de documents et l'audition de quelque 500 témoins, Robert Mueller rend son rapport en mars 2019. Le procureur général des États-Unis, William Barr, dans un premier temps seul en possession du rapport, indique que le texte conclut à une « absence de toute « collusion » entre l’équipe du candidat républicain et la Russie » et à une « absence d'obstruction de la justice de la part de Donald Trump ». Robert Mueller réagit trois jours plus tard en signalant que le résumé du rapport donné par William Barr « ne capture pas intégralement le contexte, la nature et la substance du travail fourni par son équipe », ce qui mène selon lui à une « confusion du public ». Le rapport est rendu public, dans une version partiellement expurgée, le 18 avril 2019.

## Famille
Trois mois après avoir obtenu sa licence, Robert Mueller épouse sa petite amie de l'université, Ann Standish, dont les ancêtres sont arrivés sur le Mayflower. Ils ont deux filles.